# Rabdomiòlisi
La rabdomiòlisi és un trastorn en el qual el múscul esquelètic danyat es descompon ràpidament, provocant greus trastorns electrolítics corporals.

## Epidemiologia
La rabdomiòlisi es produeix en aproximadament 26.000 persones l'any als Estats Units. Tot i que el trastorn s'ha documentat al llarg de la història, la primera descripció moderna va ser després d'un terratrèmol a Messina el 1908. Es van obtenir importants descobriments sobre el seu mecanisme durant el Blitz del Regne Unit de 1940-1941. És un problema important per als ferits en terratrèmols, esllavissades o enfonsaments d'edificis i els esforços dels socors per a aquests desastres sovint inclouen equips mèdics equipats per tractar els sobrevivents amb rabdomiòlisi.

## Símptomes
Els seus símptomes inclouen dolors musculars, debilitat, vòmits i confusió. Hi pot haver orina del color del te, batecs cardíacs irregulars, síndrome compartimental produït per edema en els músculs afectats, coagulació intravascular disseminada, hipotensió i xoc. Alguns dels productes de la lisi muscular, com la mioglobina o la creatina-cinasa, són nocius per als ronyons i poden conduir a una insuficiència renal.

## Etiopatogènesi
El dany muscular és sovint el resultat d'una lesió per aixafament, exercici intens, medicaments o abús de drogues. Altres causes són infeccions, lesions elèctriques o tèrmiques, hipotiroïdisme greu, polimiositis eosinofílica, cop de calor, hiponatrèmia, intoxicació alcohòlica aguda, quasi ofegament, abús o sobredosi de cocaïna, o d'altres psicoestimulants, síndrome neurolèptica maligna, reacció adversa a la daptomicina, a la rifaximina (un derivat de la rifampicina), a la colquicina, a la succinilcolina o al propofol, intoxicació per cannabinoides sintètics, lupus eritematós sistèmic, consum de kratom (Mitragyna speciosa, una planta de la família de les rubiàcies amb un alt contingut d'alcaloides psicoactius que creix al Sud-est asiàtic), d'esteroides anabòlics o de certs suplements herbals sense control mèdic, teràpies laxants, ús de pistoles de massatge per percussió, immobilització perllongada, falta de flux de sang a les extremitats, penjament suïcida, ossificació heterotòpica subseqüent a dany espinal, síndrome de Cushing ectòpica, síndrome de Paget-Schroetter, síndrome de Stuve-Wiedemann, síndrome de Sjögren, deficiència sistèmica primària de carnitina, consum de determinats animals tòxics, enverinament per bolets, ingesta de Conium maculatum, picades múltiples de vespa o algunes mossegades de serps. Inusualment, forma part de la simptomatologia d'una miocardiopatia puerperal, combinada amb neuropatia isquèmica. La rabdomiòlisi induïda per estatines és un efecte advers iatrogènic poc comú que, excepcionalment, pot ser letal. Una de les manifestacions atípiques de l'hiperaldosteronisme primari és la rabdomiòlisi hipocalèmica.
De vegades, es una seriosa complicació postoperatòria de la cirurgia bariàtrica o cardíaca.
Algunes persones tenen trastorns hereditaris d'afeccions musculars que augmenten el risc de rabdomiòlisi, entre ells la malaltia de McArdle, la malaltia de Tarui o la distròfia muscular de Duchenne. Rares vegades, la seva causa primària és un limfoma de limfòcits T, una inhalació de cloroform en l'àmbit laboral, una tularèmia o una salmonel·losi. Singularment, la rabdomiòlisi està produïda per una febre tifoide i s'acompanya d'insuficiència renal sobtada i pancreatitis aguda. Hi ha casos en els quals l'origen d'aquest trastorn no pot ser identificat.
Diverses mutacions en el gen LPIN1, que provoquen la pèrdua d'activitat de l'àcid fosfatídic fosfohidrolasa, s'associen amb el desenvolupament d'episodis recurrents de rabdomiòlisi durant l'infantesa. Rarament, un primer episodi de rabdomiòlisi aguda d'aquesta etiologia es produeix durant l'adolescència o l'edat adulta.

## Diagnòstic
El diagnòstic de la rabdomiòlisi es basa en l'orina mioglobinúrica, en la qual la tira reactiva d'orina detecta «sang» però que no conté glòbuls vermells en l'observació microscòpica del sediment d'orina. Els exàmens de sang mostren una creatina-cinasa superior a 1.000 U/L. Quan la malaltia és molt greu el nivell d'aquest enzim pot superar les 700.000 U/L o, excepcionalment, arribar a més d'un milió. Els alts nivells de creatinina-cinasa acostumen a anar acompanyats d'un augment notable de les transaminases sèriques, fet indicatiu d'un mal pronòstic. En alguns casos pot estar indicada la pràctica d'una biòpsia muscular per confirmar o descartar l'existència de patologies metabòliques subjacents.

## Tractament
La base fonamental del tractament són grans quantitats de líquids intravenosos. Altres tractaments poden incloure diàlisi o hemofiltració en casos més greus. Un cop establerta la producció d'orina, s'utilitzen habitualment el bicarbonat de sodi i el mannitol, però no hi ha proves suficients que justifiquin la seva aplicació. Els resultats són generalment bons si es tracta de forma precoç. Les complicacions poden incloure potassi alt en sang, nivells baixos de calci en sang, necròlisi epidèrmica, coagulació intravascular disseminada i síndrome compartimental. Pot ser necessària la pràctica de fasciotomies o amputacions urgents en persones amb aixafaments importats, per tal d'evitar en la mesura que es pugui la instauració d'una una rabdomiòlisi irreversible i fatal.